# Грин Беј (Висконсин)
Грин Беј (енгл. Green Bay) град је у америчкој савезној држави Висконсин.

## Демографија
По попису из 2010. године број становника је 104.057, што је 1.744 (1,7%) становника више него 2000. године.
| Група             | 2000.          | 2010.          |
| Белци             | 85.134 (83,2%) | 76.249 (73,3%) |
| Афроамериканци    | 1.407 (1,4%)   | 3.691 (3,5%)   |
| Азијати           | 3.845 (3,8%)   | 4.210 (4,0%)   |
| Хиспаноамериканци | 7.294 (7,1%)   | 13.896 (13,4%) |
| Укупно            | 102.313        | 104.057        |